# Station Stogi
Station Stogi is een spoorwegstation in de Poolse plaats Stogi.